# Leucemia aguda bifenotípica
A leucemia aguda bifenotípica (LAB) é uma doença hematológica clonal caracterizada pela expressão de antígenos de duas linhagens celulares distintas (p.ex. mielóide e linfóide B).
O diagnóstico é imunofenotípico e deve preencher certos critérios previamente estabelecidos pois a infidelidade de linhagem é comum nas leucemias agudas.
As LABs possuem maior incidência da alteração citogenética t(9;22).
O tratamento é realizado com poliquimioterapia.